# Tasmanian Open gennaio 1972 - Singolare maschile
Il singolare del torneo di tennis Tasmanian Open gennaio 1972, facente parte della categoria Grand Prix, ha avuto come vincitore Alex Metreveli che ha battuto in finale Wanaro N'Godrella con il punteggio di 6–2, 6–4, 6–3.

## Tabellone

### Legenda
| - Q = Qualificato - WC = Wild card - LL = Lucky loser | - ALT = Alternate - SE = Special Exempt - PR = Protected Ranking | - w/o = Walkover - r = Ritirato - d = Squalificato |

|  | Primo turno       | Primo turno       | Primo turno       | Primo turno | Primo turno |  |  | Semifinali        | Semifinali        | Semifinali        | Semifinali        | Semifinali |   |   | Finale         | Finale         | Finale | Finale | Finale |  |
|  |                   |                   |                   |             |             |  |  |                   |                   |                   |                   |            |   |   |                |                |        |        |        |  |
|  | Alex Metreveli    | Alex Metreveli    | Alex Metreveli    | 6           | 6           |  |  |                   |                   |                   |                   |            |   |   |                |                |        |        |        |  |
|  | Ross Case         | Ross Case         | Ross Case         | 3           | 3           |  |  | Alex Metreveli    | Alex Metreveli    | Alex Metreveli    | 6                 | 6          |   |   |                |                |        |        |        |  |
|  | Patrice Dominguez | Patrice Dominguez | Patrice Dominguez | 6           | 6           |  |  | Patrice Dominguez | Patrice Dominguez | Patrice Dominguez | 3                 | 1          |   |   |                |                |        |        |        |  |
|  | John Trickey      | John Trickey      | John Trickey      | 4           | 1           |  |  |                   |                   |                   |                   |            |   |   | Alex Metreveli | Alex Metreveli | 6      | 6      | 6      |  |
|  | Wanaro N'Godrella | Wanaro N'Godrella | 3                 | 6           | 6           |  |  |                   |                   | Wanaro N'Godrella | Wanaro N'Godrella | 2          | 4 | 3 |                |                |        |        |        |  |
|  | Colin Dibley      | Colin Dibley      | 6                 | 4           | 4           |  |  | Wanaro N'Godrella | Wanaro N'Godrella | Wanaro N'Godrella | 6                 | 6          |   |   |                |                |        |        |        |  |
|  | John Cooper       | John Cooper       | 7                 | 5           | 9           |  |  | John Cooper       | John Cooper       | John Cooper       | 2                 | 2          |   |   |                |                |        |        |        |  |
|  | Ian Fletcher      | Ian Fletcher      | 5                 | 7           | 7           |  |  |                   |                   |                   |                   |            |   |   |                |                |        |        |        |  |